# Éditions des Cendres
Les Éditions des Cendres sont une maison d'édition française créées en 1982 par Christiane et Marc Kopylov. La maison tire son nom de la rue des Cendriers à Paris où elle siège.
Les éditions des Cendres sont une maison d'édition indépendante publiant sur les thèmes de l'art, la littérature, la typographie et l'histoire du livre. Elles collaborent régulièrement avec la Bibliothèque Mazarine, la Bibliothèque nationale de France et bibliothèque universitaire de Strasbourg.